# Roztočovci
Roztočovci (Ricinulei) jsou dravci příbuzní pavoukům, kteří se živí jinými malými členovci. V prosinci roku 2011 bylo již po celém světě popsáno 58 existujících druhů roztočovců.

## Anatomie
Nejdůležitější obecný popis anatomie roztočovců stále náleží monografii Hanse Jacoba Hansena a Williama Sørensena. Další užitečné studie lze nalézt například v pracích Pittarda a Mitchella, Geralda Legga a L. van der Hammena.
Jsou to malí pavoukovci, velcí asi 5–10 mm. Pokožku (exoskeleton) obou nohou a těla mají mimořádně silnou. Jejich nejpozoruhodnější rys je "kapuce" (cucullus), která může být zvýšena a sklopena přes hlavu. Po sklopení překrývá ústa a klepítka (chelicery). Žijící roztočovci nemají oči, na zkamenělinách ale mohou být dva páry bočních očí a dokonce i žijící druhy stále mají světločivné oblasti v těchto místech. Zadeček (abdomen) je rozdělen dorzálně do řady velkých desek (tergites), z nichž každá je rozdělena na střední a boční desku.
Klepítka jsou složena ze dvou částí, které jsou pevné a pohyblivé. Smyslové orgány jsou také spojeny s částí úst, pravděpodobně k ochutnávání jídla. Klepítka mohou být zasunuta, v klidu jsou obvykle skryta pod cucullus.
Makadla (pedipalpy), jejich druhý pár končetin, obvykle používají k manipulaci s potravou. Rovněž jsou ale makadla opatřena mnoha smyslovými strukturami a jsou používány jako "krátký výběh" smyslových orgánů. Makadla jsou zakončena kleštěmi, které jsou malé ve srovnání s jejich tělem.
U samců je třetí pár končetin upraven tak, aby tvořit kopulační orgány. Tvar těchto orgánů je velmi důležitý pro taxonomii a může být použit k zařazení samců různých druhů a rozlišení druhů od sebe.

### Vnitřní anatomie
Starší přehled vnitřní anatomie roztočovců publikoval Jacques Millot.  Byla popsána střeva, vylučovací systém se skládá z Malpighiho trubice a páru kyčelních žláz. Nemají vzdušné vaky, dýchají trachejemi. Je zajímavé, že nejméně jeden brazilský druh vypadá, že má plastron, který může zabránit navlhnutí a umožnit jim i nadále dýchat, i když jsou zaplaveni vodou.

## Reprodukce
Je známo relativně málo o jejich námluvách a návycích při páření, samci ale byli pozorováni jak pomocí jejich přeměněné třetí nohy převádějí spermatofor do samice. Vejce vznikají v mateřské "kapuci", kde rostou až do stádia šestinohé larvy, která se později mění na osminohého dospělce.

## Rozšíření
Dnes se vyskytují v západní a centrální Africe (rod Ricinoides) a v Brazílii (rody Cryptocellus a Pseudocellus). Obvykle obývají tropické deštné pralesy a jeskyně. K životu potřebují vlhké prostředí.